# Соннератия белая
Соннератия белая (лат. Sonneratia alba) — вид растений семейства Дербенниковые (Lythraceae).

## Описание
Вечнозелёный кустарник или, обычно небольшое, дерево высотой 3—15 м, иногда до 30 м, с раскидистой рыхлой кроной. Густо растущие из длинных горизонтальных корней пневматофоры обычно имеют высоту 30 см, иногда вырастают до 1 м. Листья овальные, с адаксиальной стороны бледные по кромкам. Длина листьев 5-11 см, ширина 4—8 см. Длина черешка 5—15 мм. Чашелистики с адаксиальной стороны красноватые, 1.3-2 см. Лепестки линейные, белые, 1,3—2 см длиной и 1 мм толщиной. Тычиночные нити белого цвета. Диаметр плода 2—4,5 см. Семена серповидные.

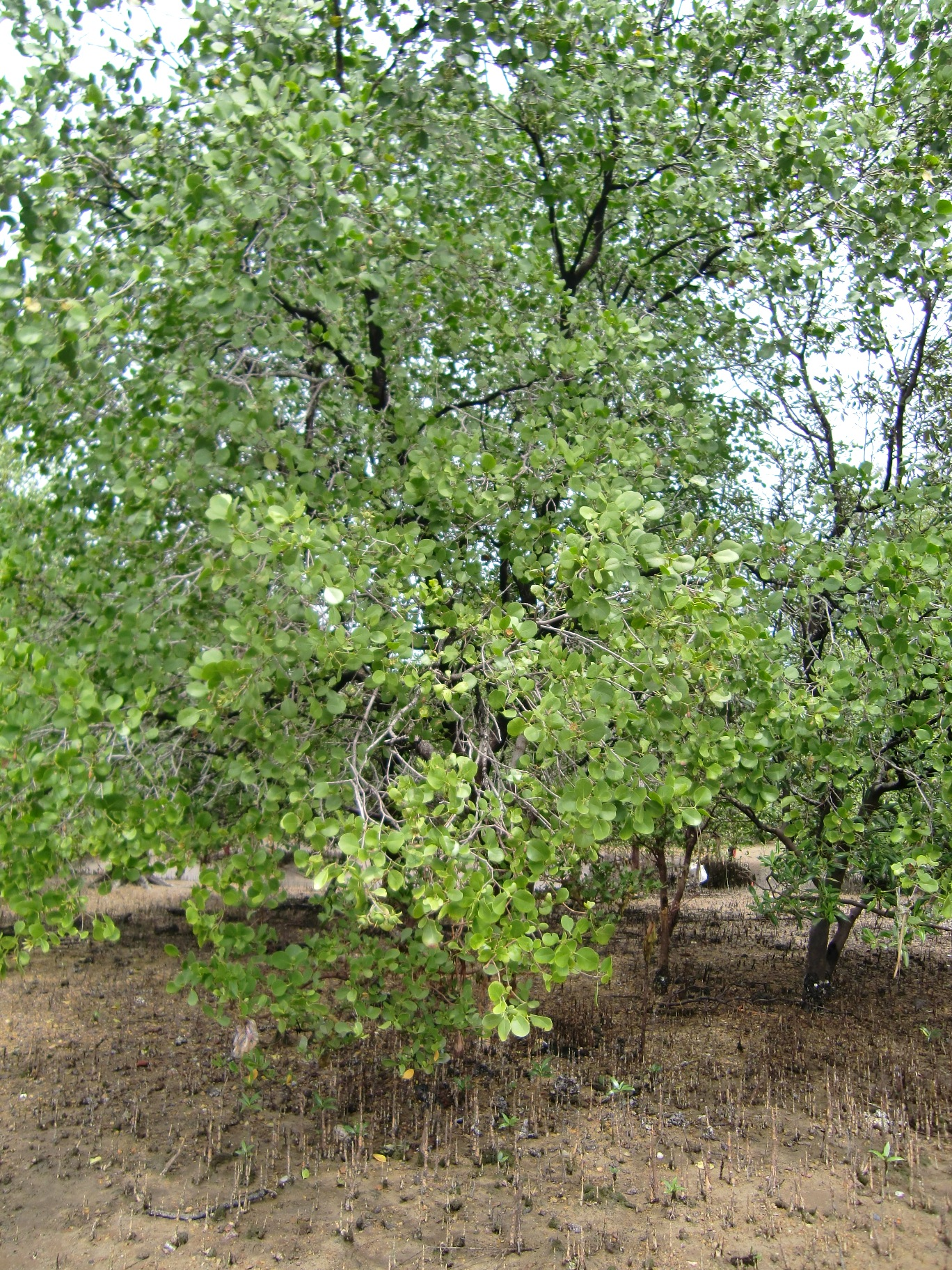
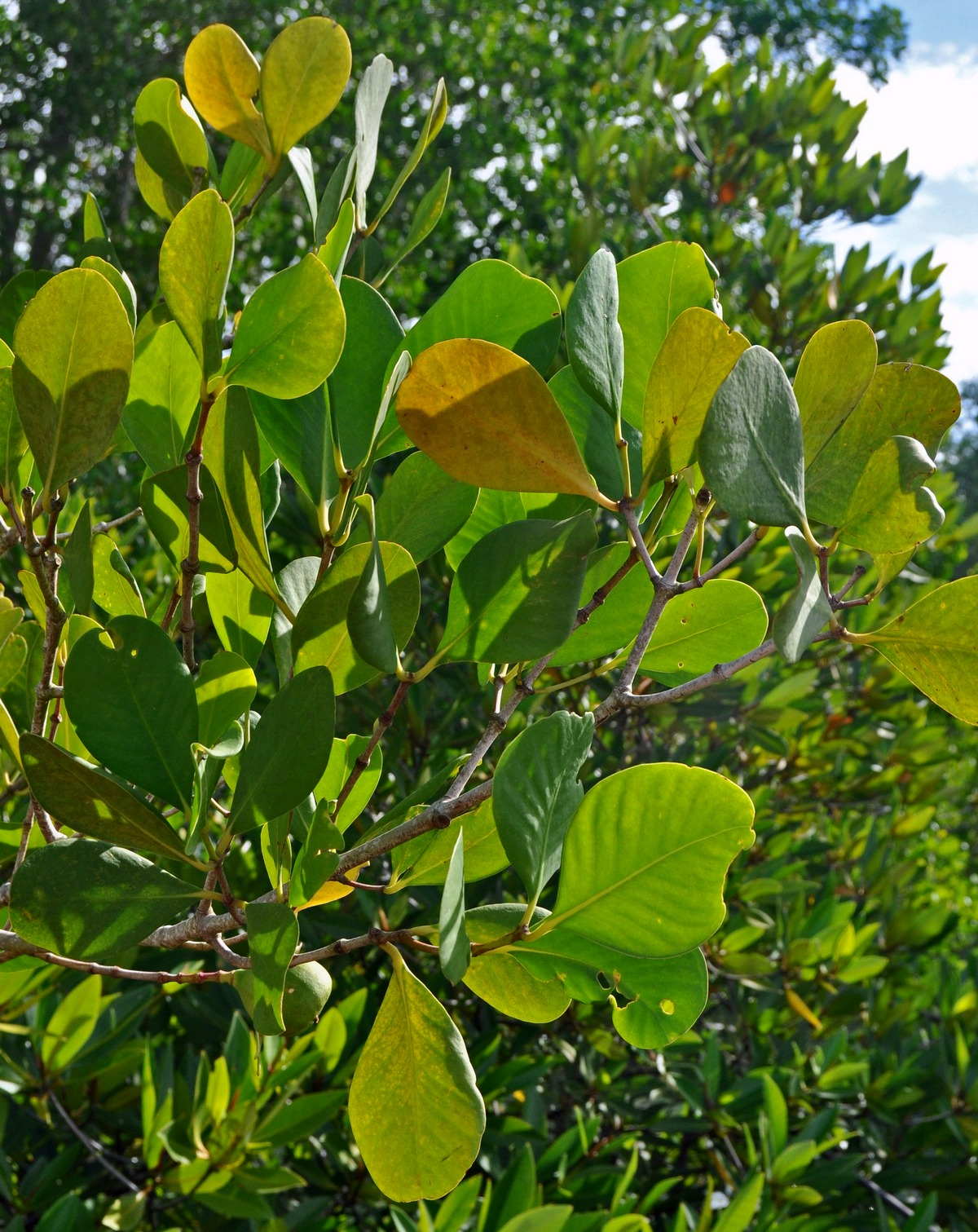
Ветвь
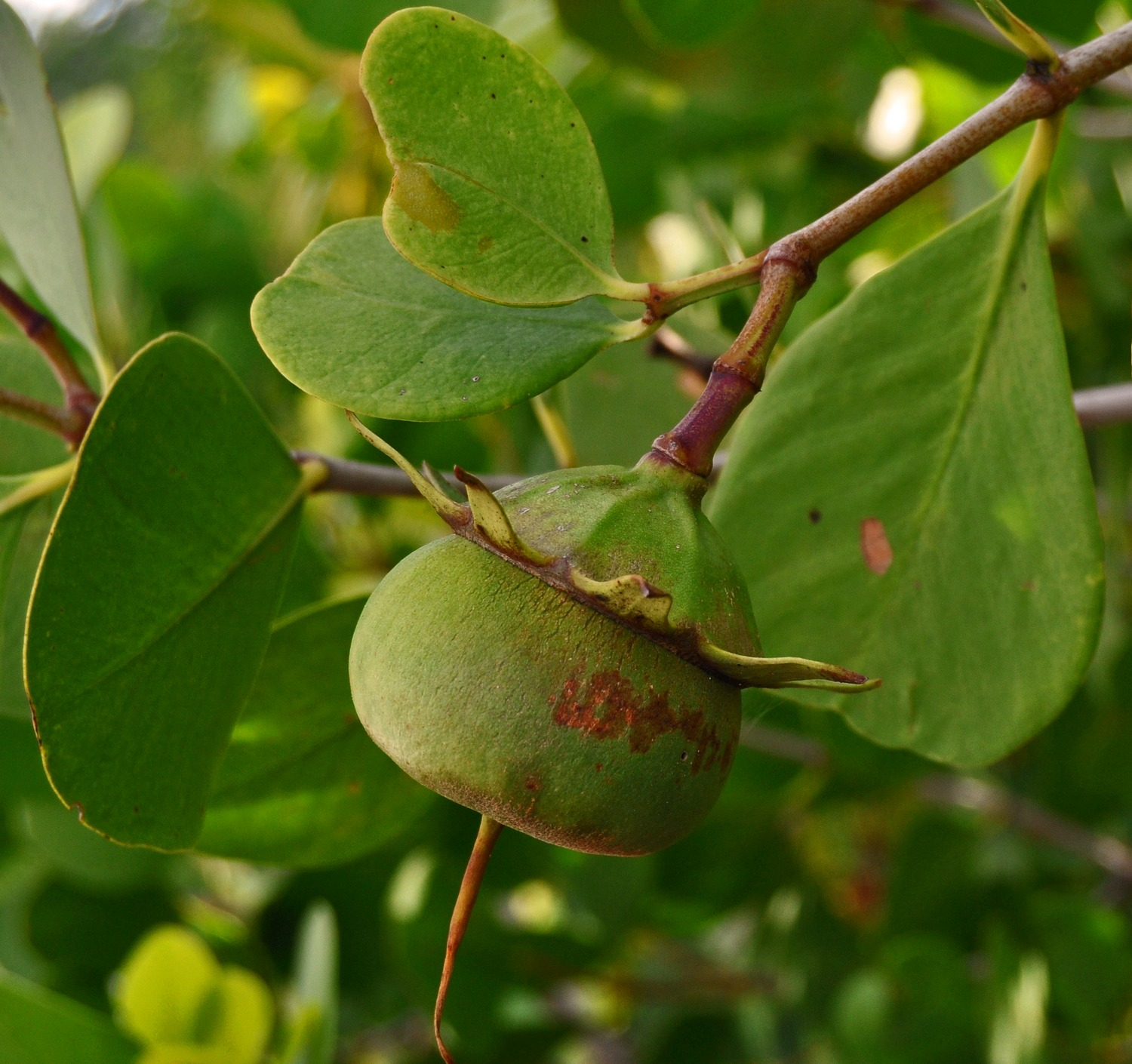
Плод
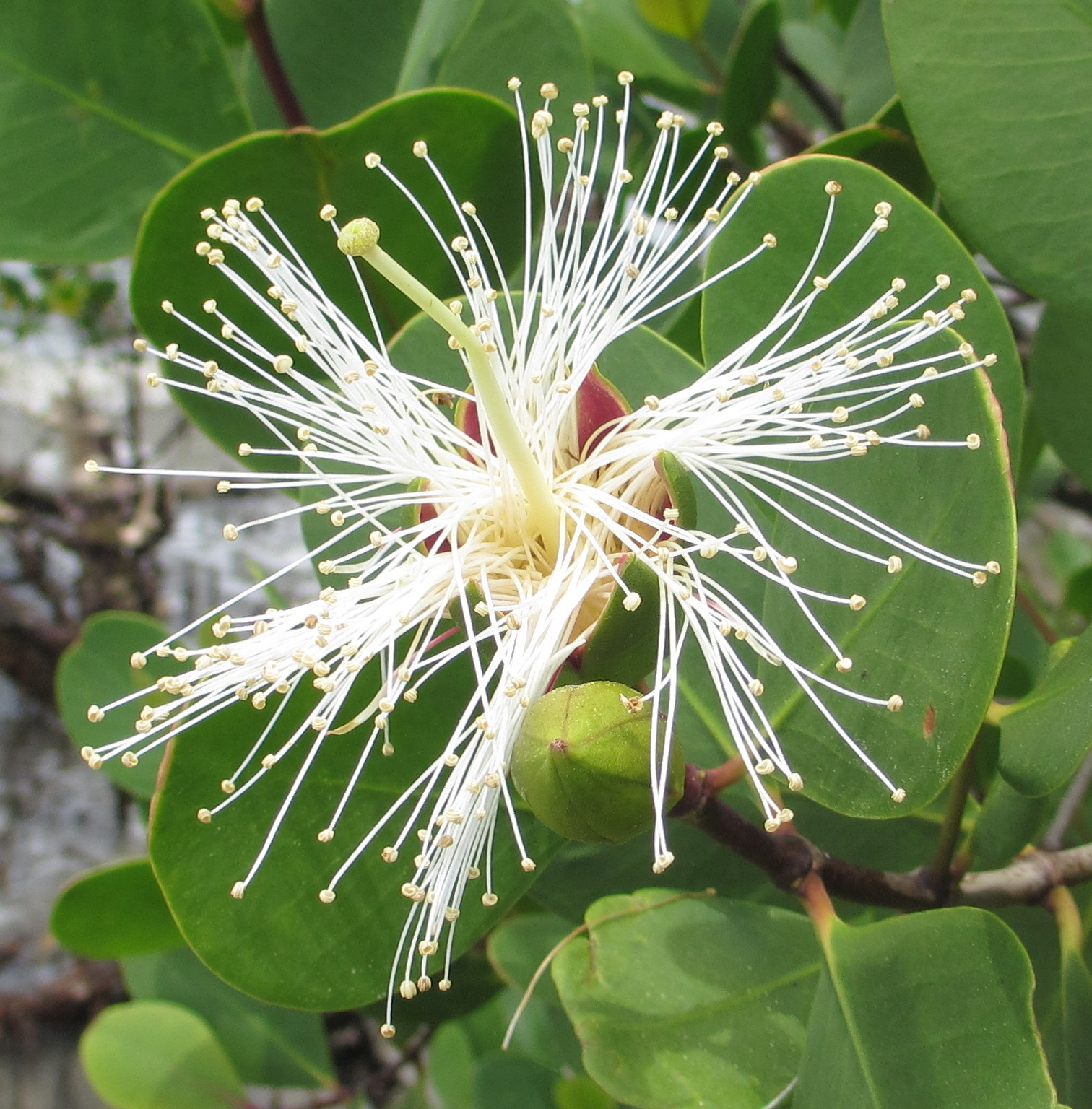
Цветок

## Ареал
Соннератия белая широко распространена на побережьях Индийского океана и некоторых частей Тихого океана.

## Использование
Древесина широко используется в строительстве и для изготовления каркасов для лодок, а также на топливо. Пневматофоры используются для изготовления поплавков и пробок. Находит применение в медицине. В Индии и Индонезии из плодов готовят напиток.